# Johan III van Horne
Johan III van Horne (1430–68), beter bekend als Jan de Wilde en in het Frans Jean de Vild, Jean de Villers en Jean le Sauvage, was vrijheer van de rijksheerlijkheid Kessenich en een van de aanvoerders van het anti-Bourgondische kamp tijdens de Luiks-Bourgondische Oorlogen.

## Afstamming en bezit
Jan de Wilde wordt geboren in 1430 uit een huwelijk tussen het huis Horne en het huis Heinsberg. Zijn vader is Arnold II "de Wilde", vrijheer van Kessenich. Zijn moeder is Elisabeth van Heinsberg, een buitenechtelijke dochter van Jan II van Loon-Heinsberg. Hij heeft ook een zuster, Catharina van Horne, die hem zal opvolgen. Jan de Wilde huwt op jonge leeftijd een prinses genaamd N. van Balveren. Zij schenkt hem een zoon: Jan de Voorzichtige.
Al in 1447 wordt Jan here tot Kessenich genoemd. Door toedoen van de halfbroer van zijn moeder, prins-bisschop Jan van Heinsberg, beleent Luik hem ook met het domein Gleixhe-Haultepenne. Onder prins-bisschop Bourbon verliest hij het weer. Hij sluit zich aan bij het anti-Bourgondische verzet, en wordt door de negatieve uitkomst genoodzaakt om Kessenich voorlopig over te dragen aan Filips van Horne, een verwant uit het Bourgondische kamp (eind 1467).

## Conflict met de Crispelen
Als kind wordt Jan de Wilde gevangengenomen. Op dat moment leidt de onduidelijke grens tussen de Drie Eijghen en de Vier Crispelen regelmatig tot twisten omtrent het weide- en kaprecht in het grensgebied. In 1441 verdrijft een burgerwacht uit de Eijghen een groep Loonse burgers; een van hen wordt gedood. De Crispelen willen vergelding en plunderen de Eijghen het daaropvolgende jaar. Ze komen een tweede maal terug, nu met ondersteuning van een grotere bende uit Hasselt. Jan de Wilde, Mathilde van Horn en een groep burgers worden gevangengenomen en tegen losgeld vrijgelaten.
Jan van Heinsberg veroordeelt de hebberigheid van de Loonse burgers en schort alle kerkelijke diensten in Loon op. Een uitgebreid onderzoek te Wessem en te Maaseik wijst later uit dat het gevecht op Loons gebied was ontstaan, wat betekent dat de inwoners van de Eijghen onterecht  begonnen te vechten. Hoe dan ook voelen de inwoners van Loon zich tot onderwerping gedwongen. Er volgt een onderhoud op Den Berg waarbij het geschil wordt geregeld (11 februari 1447).

## Inname van Bocholt
In 1456 sterft Jan van Bunde, die door huwelijk landsheer van Bocholt was. Omdat weduwe Philippine een halfzus van Jans moeder is, beweert Jan de rechtmatige erfgenaam van Bocholt te zijn, ten nadele van zijn tante aan wie hij weliswaar het vruchtgebruik laat. Met een bende huurlingen uit Luik grijpt hij gewapenderhand de macht. Ten onrechte vervult hij de leenverheffing (16 oktober te Kuringen). Al snel verheft ook Otto van Bunde, broer van de overleden heer, Bocholt (26 oktober te Luik).
Het leenhof start meteen twee processen: één tegen Jan de Wilde, één tegen Otto van Bunde. Op 23 oktober 1457 benoemt de rechtbank Philippine tot vrouwe. Spoedig komt zij echter te sterven. Ditmaal is Otto de eerste om de heerlijkheid te verheffen. Hij draagt de rechten meteen over aan Jacob I van Horne. Jan kan tegen Horn weinig ondernemen. Toch wacht hij enkele jaren alvorens voorgoed afstand te doen van eventuele rechten op Bocholt (3 maart 1464).

## Luiks-Bourgondische Oorlogen
Eind 1466 wordt Jan de Wilde gekozen tot aanvoerder van de militie van Tongeren. In de zomer van 1467 barst de opstand tegen prins-bisschop Bourbon los. Wanneer Karel de Stoute het prinsbisdom binnenvalt, moet ook de Tongerse militie ten strijde trekken om Sint-Truiden te ontzetten. Het volksleger wordt echter verslagen in de Slag bij Brustem en Luik geeft zich zonder verzet over. Jan de Wilde vlucht naar Frankrijk en wordt verbannen (27 november). De bannelingen komen een jaar later terug (9 september 1468) en grijpen opnieuw de macht in Luik. De opstandelingen verrassen Bourbon, evenals de Bourgondische bevelhebber Humbercourt, die zich gevestigd hebben te Tongeren (8 oktober). Daar redt Jan de Wilde beide leiders en zorgt voor een verzoening met het volk.

Et vindrent d'emblée les Liégeois prendre la ville de Tongres [...] et prindrent ledit évesque et ledit d'Hymbercourt [...] En chemin composa ledit seigneur d'Hymbercourt avec un chevalier, appelé messire Guillaume de Ville (Vildt), autrement dit en françois "le Sauvage". Cedit chevalier sauva ledit d'Hymbercourt, craignant que ce fol peuple ne le tuast (...).
 Dan kwamen, zonder slag of stoot, de Luikenaren de stad Tongeren innemen en ze vatten er de prins-bisschop en Humbercourt. Onderweg bleef Humbercourt bij een ridder genaamd "heer Guillaume de Ville/Vildt", in het Frans ook genoemd "le Sauvage". Deze ridder redde Humbercourt, uit vrees dat de uitzinnige menigte hem zou doden.

Met instemming van de prins-bisschop wordt Jan de Wilde benoemd tot vicillus van het prinsbisdom. Hijzelf, de pauselijke gezant Onofrio de Santa Croce en anderen willen vredesonderhandelingen starten, maar Karel de Stoute wil Luik gewapenderhand dwingen tot een onvoorwaardelijke overgave. De Bourgondische voorhoede trekt, via de stadsmuren die het voorgaande jaar vernield werden, alvast de stad binnen ter hoogte van St.-Léonard (valavond van 26 oktober). Jan de Wilde bemerkt hun wanorde en beveelt een uitval waarbij veel Bourgondische ridders en voetvolk gedood worden.

## Dood
De soldaten van Jan de Wilde vechten, van achter barricades die ze zelf opwerpen met buitgemaakt materiaal, tegen een meerderheid van Bourgondiërs die zich begint de organiseren. Jan zelf "blijft hevig vechten, zelfs al verliest hij zijn rechterhand en loopt hij vele verwondingen op". Toch moet hij 's ochtends (de 27e) de terugtrekking bevelen, om omsingeling te voorkomen. Al snel stelt hij vast dat de andere Luikenaren de toegang tot de stadspoort op Vivegnis niet meer vrijhouden, maar zich achter de stadsmuur verschansen en de poort gesloten hebben. Hij probeert tegen de muur omhoog te klimmen, maar stort uit vermoeidheid neer.
Wanneer de Bourgondiërs het slagveld verlaten, halen de Luikenaren hem binnen. Hij leeft nog, maar liep bij het gevecht en de val zware verwondingen op. Op de 28e overlijdt hij aan de verwondingen. Op de 29e trekt een lijkstoet door de stad om hem ten grave te dragen. De weerstand is, zeker na de uitval van de 600 Franchimontezen in de voorbije nacht, volledig gebroken. Op de 30e, nochtans een zondag, trekken de Bourgondische troepen dan ook een stad zonder tegenstand binnen. In de daaropvolgende dagen verwoesten ze de "Vurige Stede" systematisch.
Tegenwoordig vind je niet ver van de voormalige stadspoort de laan boulevard Jean De Wilde. De aanname van deze straatnaam (3 februari 1903) motiveerde men als volgt:

En donnant le nom de Jean de Wilde à cette rue nouvelle nous honorerons la mémoire d'un des plus valeureux capitaines des Liégeois au XVe siècle. Et l'endroit est bien choisi pour perpétuer le souvenir des exploits de cet ardent champion de la cause liégeoise.
 Door de nieuwe straat naar Jan de Wilde te vernoemen, bewijzen we eer aan een der dapperste aanvoerders uit het 15e-eeuwse Luik. Bovendien heeft de weg een goede ligging om de herinnering aan de wapenfeiten van deze vurige voorvechter van de Luikse zaak levend te houden.